# Ozarkia arkansa
Espèce
Synonymes
- Leptoneta arkansa Gertsch, 1974
- Neoleptoneta arkansa (Gertsch, 1974)

Ozarkia arkansa est une espèce d'araignées aranéomorphes de la famille des Leptonetidae.

## Distribution
Cette espèce est endémique d'Arkansas aux États-Unis. Elle se rencontre dans les grottes Blanchard Springs Caverns dans le comté de Stone.

## Description
La femelle holotype mesure 1,5 mm.

## Étymologie
Son nom d'espèce lui a été donné en référence au lieu de sa découverte, l'Arkansas.

## Publication originale
- Gertsch, 1974 : The spider family Leptonetidae in North America. Journal of Arachnology, vol. 1, no 3, p. 145-203 (texte original).